# Cultura do Djibuti
A cultura do Djibuti é etnicamente diversificada, devido à sua localização estratégica no cruzamento de trabalho e comércio. A população do Djibuti é composto por 652.000 cidadãos. Sessenta por cento são somalis, trinta e cinco por cento são afares e franceses, árabes, e de outras minorias perfazem os restantes cinco por cento.